# 해밀초등학교 (세종)
해밀초등학교(해밀初等學校)는 대한민국 세종특별자치시에 있는 공립 초등학교이다.

## 연혁
- 2020년 9월 1일 : 개교